# Araki Hayato
Araki Hayato (sinh ngày 7 tháng 8 năm 1996) là một cầu thủ bóng đá người Nhật Bản.

## Sự nghiệp câu lạc bộ
Araki Hayato hiện đang chơi cho Sanfrecce Hiroshima.